# Iglesia de Santa María della Purificación (Palermo)

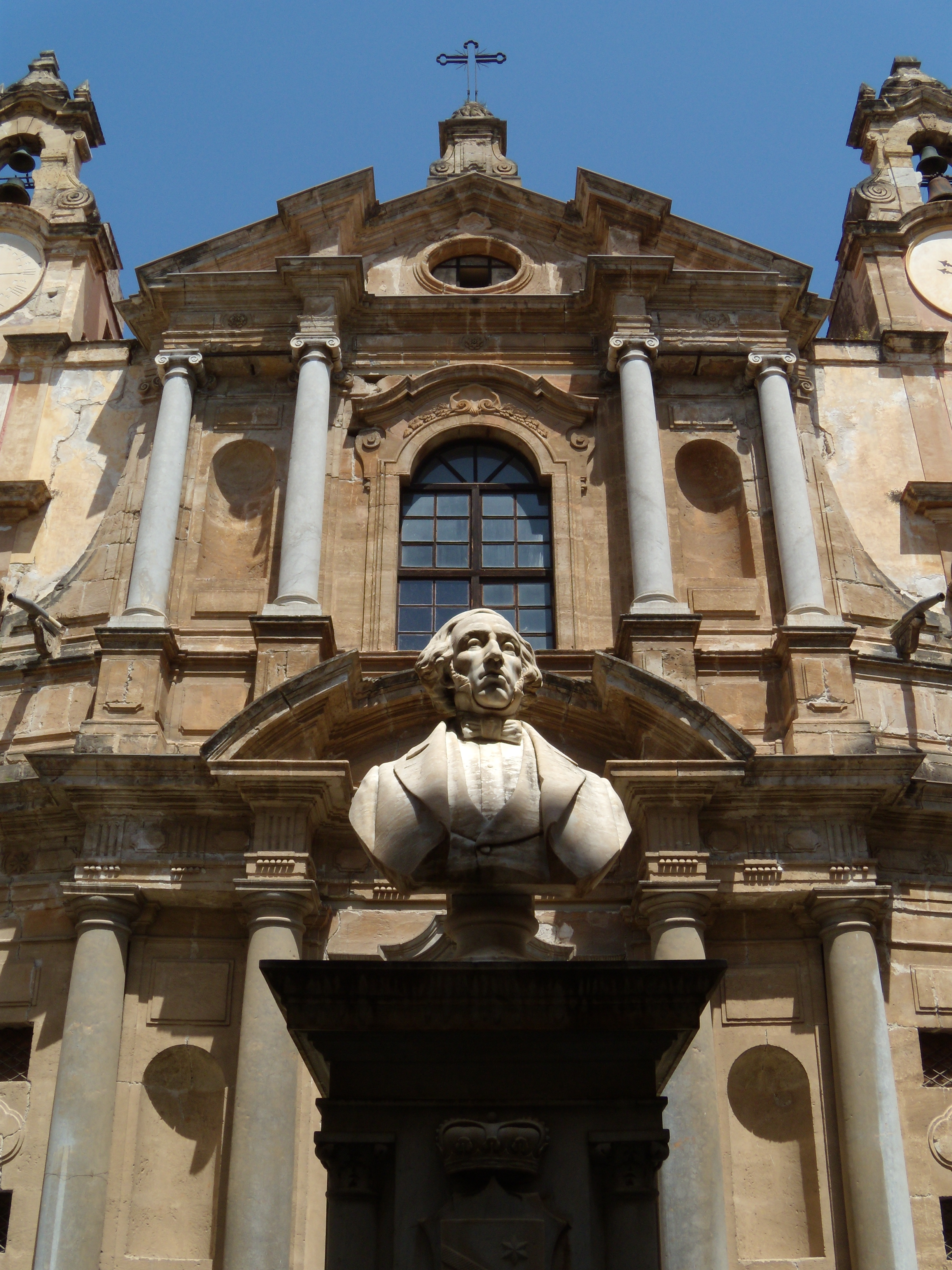
El alzado visto desde el patio.

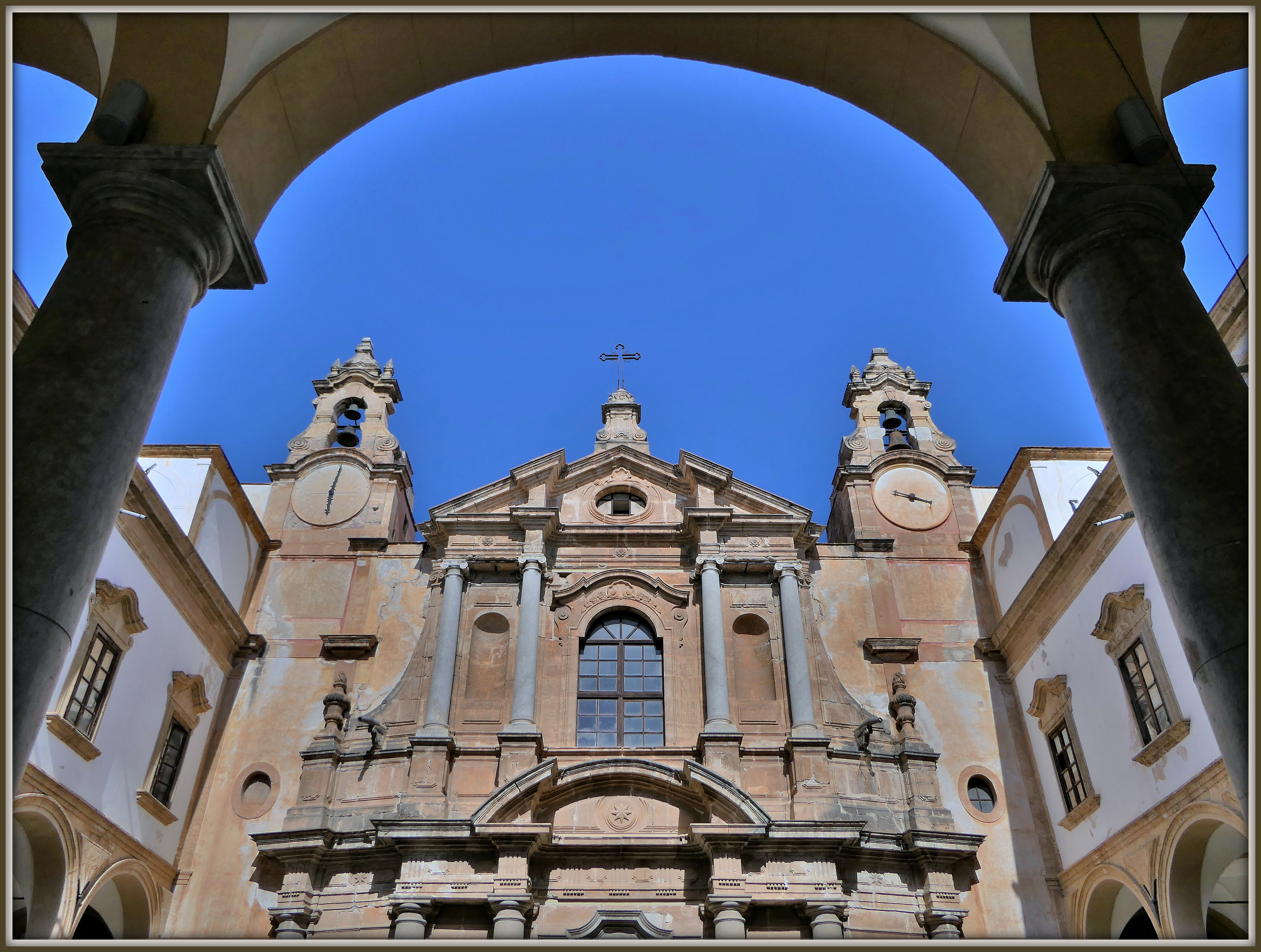
La perspectiva vista desde el portal.

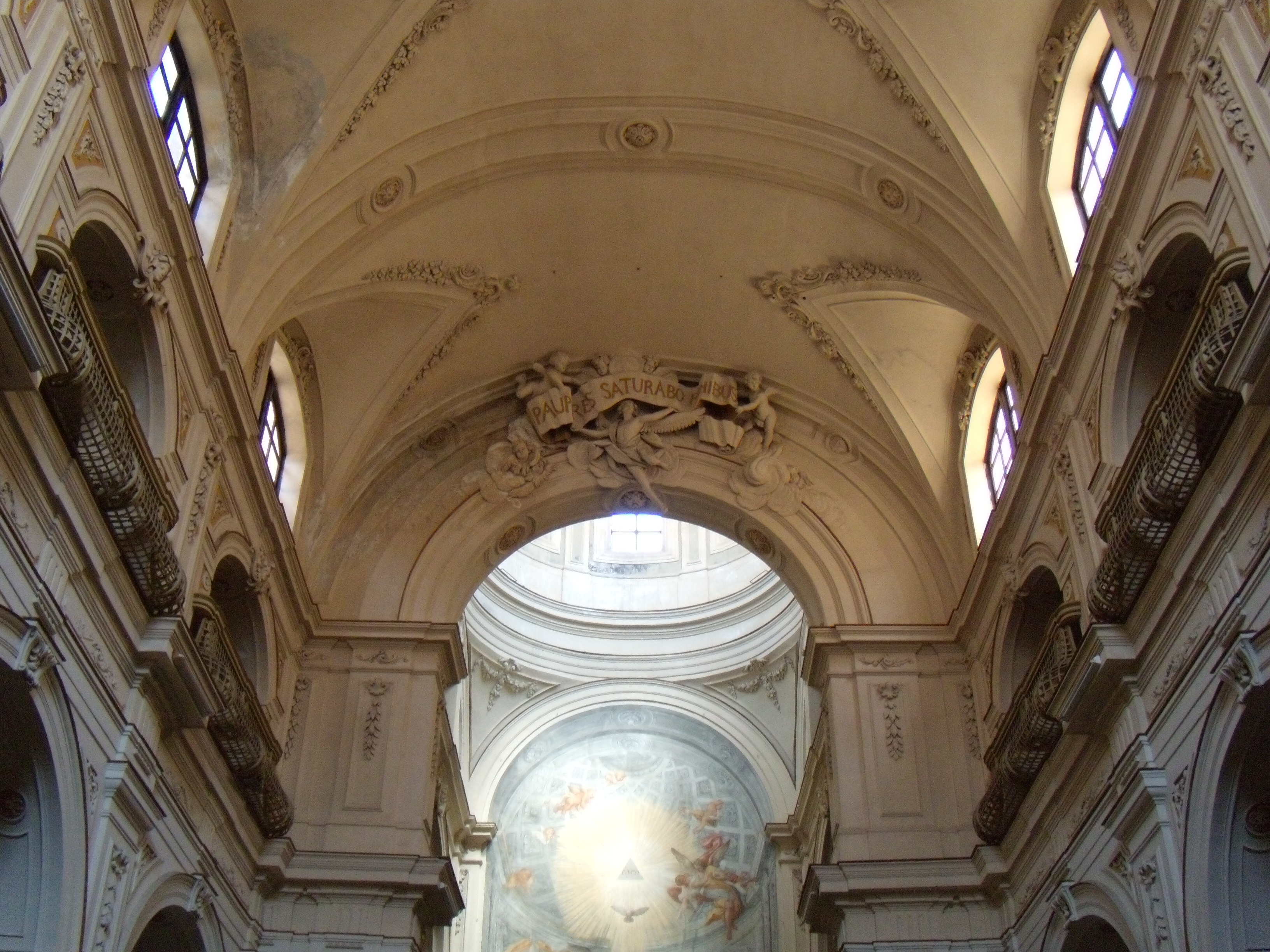
Bóveda de nave y crucero.

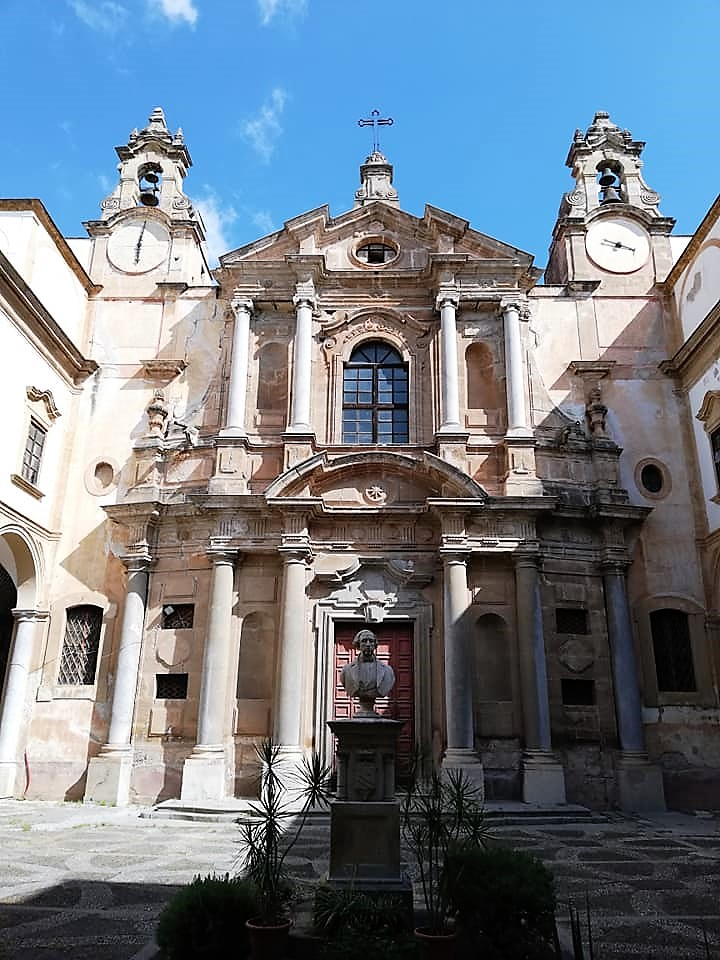
Fachada.

La iglesia de Santa Maria della Purificazione es un edificio de culto católico ubicado cerca del centro histórico de Palermo, estructura incluida en el conjunto monumental del Albergo dei Poveri. 

## Historia

### Era borbónica
En 1766, bajo el reinado de Carlos III de Borbón  se construyó el nuevo hospicio para acoger a los pobres de la ciudad, ese gran segmento de personas necesitadas y capaces de trabajar. El 24 de abril de 1746 se colocó la primera piedra del grandioso proyecto bajo la supervisión del virrey de Sicilia Bartolomeo Corsini, según un diseño de Domenico Marabitti, se construyó un edificio con talleres de hilado y tejido siguiendo el modelo borbónico de San Leucio. La obra fue continuada por su hijo Fernando III de Borbón.La iglesia fue construida entre las alas internas del grandioso edificio con vista al atrio interno y las paredes laterales adyacentes a los patios porticados, obra de Orazio Furetto.  El lugar de culto fue consagrado en 1779, celebración presidida por el arzobispo de Palermo Francesco Ferdinando Sanseverino.  La fecha está grabada en el primer escalón que conduce al lugar sagrado.
En 1898 el hotel fue utilizado exclusivamente para mujeres en dificultades, por lo que su nombre cambió a Albergo delle Povere. El componente masculino fue trasladado a las instalaciones del distrito de Malaspina.

### Era contemporánea
En 1943, durante los bombardeos de la Segunda Guerra Mundial, todo el complejo sufrió graves daños. Al final de la guerra el complejo fue restaurado.
Hoy en día, las instalaciones del hotel albergan exposiciones temporales y conferencias, y en el templo se organizan a menudo conciertos.

## Fachada
Una vez pasado el portal de acceso al edificio, en el primer patio interior se encuentra la iglesia de la Santísima Trinidad, también llamada iglesia de Santa Maria della Purificazione. El edificio tiene una fachada de piedra tallada, con dos campanarios, dos relojes de campana y dos relojes de sol.  El cuerpo eclesial insiste en el eje medio de todo el edificio dando lugar a los dos patios porticados oriental y occidental, toda la manzana gravita en el recorrido Palermo - Monreale por el lado derecho justo fuera de las murallas de la ciudad junto a Porta Nuova. La fachada se divide en dos órdenes mediante una elaborada hilera de cuerdas , en el primer nivel seis columnas jónicas con capiteles dóricos, en el segundo cuatro columnas rematadas por capiteles jónicos delimitadas por volutas y jarrones acroteriales en los extremos. de columnas internas, avanzadas en perspectiva, enmarcan respectivamente el portal en la planta baja y un gran ventanal en el nivel superior. La perspectiva la cierra un vivo frontón con óculo central, en la parte superior un pináculo con volutas sostiene la cruz de hierro forjado.

## Interno
La fachada exterior y la arquitectura interior resaltan un estilo barroco con influencias neoclásicas. El diseño inicial de la iglesia incluía una planta octogonal. Los largos tiempos de construcción, la insuficiencia de fondos y la alternancia de trabajadores hicieron que se prefiriera una distribución de una sola nave rectangular, seis capillas laterales (tres salas con altares a cada lado), una gran capilla con presbiterio elevado rematado por una cúpula de colores con farol, aparatos decorativos de estuco, suelo de mármol de Carrara, órdenes de galerías de mujeres sobre la nave.  El ciclo de frescos y algunas pinturas son obra de Gioacchino Martorana, los ornamentos de Benedetto Cotardi y los aparatos decorativos de estuco, creados por Stefano Manzella.
El interior de la iglesia estaba inicialmente dividido en dos partes: la parte izquierda estaba reservada a los hombres, mientras que las mujeres se sentaban a la derecha.

### Altar mayor
En el ábside, sobre una falsa columnata realizada con la técnica del trompe-l'œil, está representado el Triunfo de la Cruz con el Resucitado, ejecutado en 1779 por Gioacchino Martorana.  El altar mayor tiene un alzado revestido en mármol policromado, en el centro se encuentra la imagen pintada sobre un lienzo ovalado que representa a María Santísima de la Purificación . Las superficies y el suelo de mármol son obra del escultor Salvatore Allegra en 1775. Sobre la mesa se encuentra un precioso sagrario - copón de lapislázuli con inserciones de bronce dorado.
Escenarios para música en las áreas internas de la sacristía.  A los lados del presbiterio hay altos portones para el coro de mujeres (el destino final de la institución estará reservado exclusivamente al género femenino) con tres filas de rejas destinadas: a escuchar misa, a ejercicios de piedad, a escuchar sermones y participar en el catecismo. 

### Nave

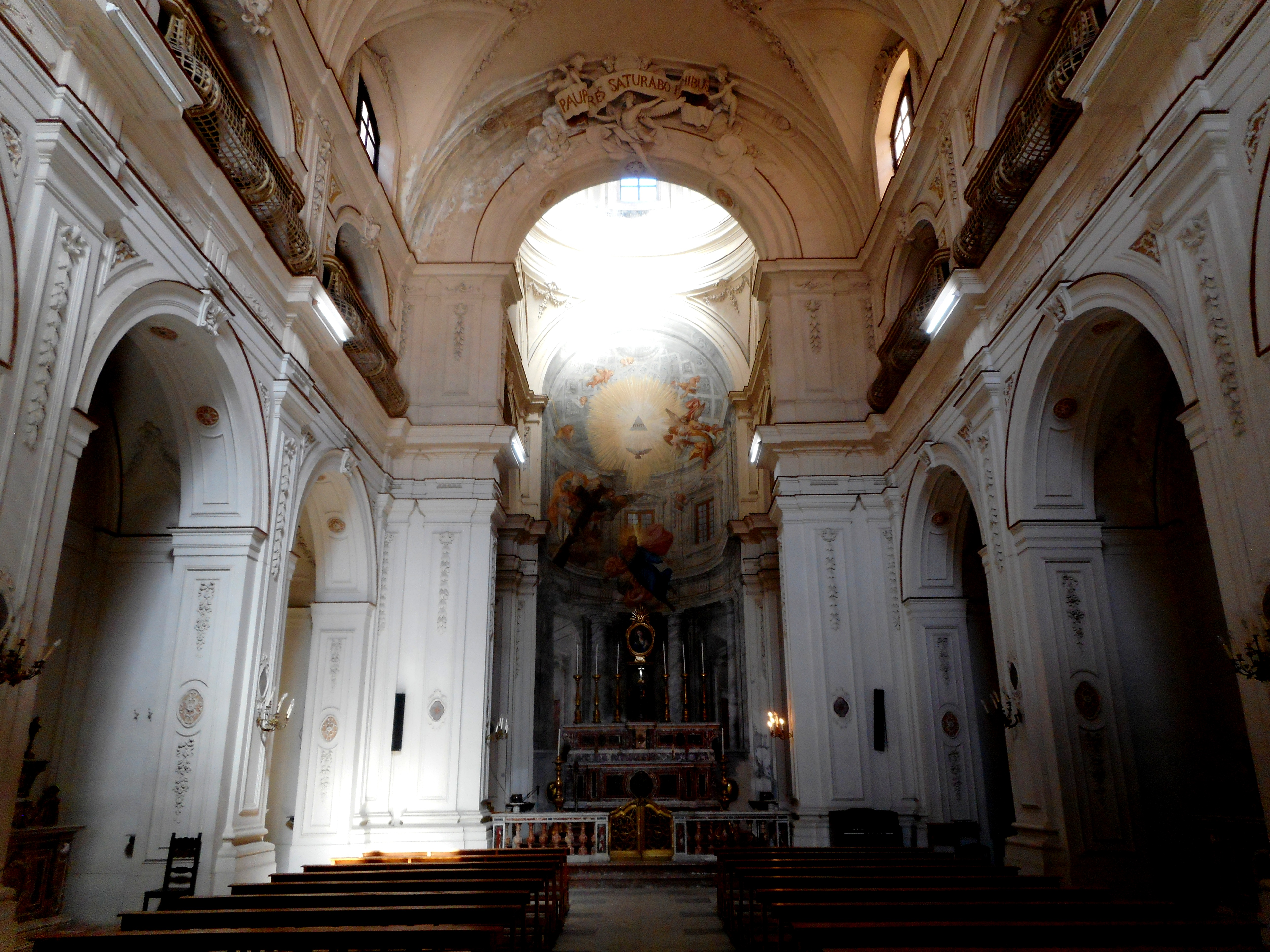
Nave

Las seis capillas menores contienen cada una pintura realizada por Gioacchino Martorana o Pietro Martorana (1779) o Pietro Spinosa (1753), ambientes acompañados de interesantes objetos decorativos en mezcla de mármol.

#### Pared derecha
Altares en mármol policromado. 
- Primer tramo: pintado.
- Segundo tramo: pintado.
- Tercer tramo: pintado.
- Desaparecido y cancelado.

A la derecha la puerta de acceso a las sacristías.

#### Pared izquierda
- Primer tramo.
- Segundo tramo.
- Tercer tramo.
- Desaparecido y cancelado. En el entorno se guardan los simulacros del Cristo Muerto y la Virgen de los Dolores .

Las tres salas albergan respectivamente una obra escultórica de finales del siglo XVIII que representa la Piedad, un Crucifijo del siglo XVIII y un relicario.

## Sacristía
- Sacristía exterior : en la pared derecha hay una abertura a la sacristía donde se encuentra un monumento de mármol que representa a Giuseppe Gioeni di Valguarnera de los duques de Anjou.  En el local está documentado el cuadro que representa el Nacimiento de Jesús, un cuadro de Pietro Novelli y numerosos retratos de arzobispos y presidentes del reino, mecenas de la institución.
- Sacristía interior : habitaciones rematadas exteriormente por cajas para música.